# Fritz Hähnsen
Fritz Heinrich Anton Hähnsen (* 3. April 1892 in Kiel; † 9. September 1965 in Bad Orb; begraben in Flensburg) war ein deutscher Jurist, Syndikus und Historiker.

## Leben
Fritz Hähnsen kam aus einer Familie von Handwerkern. Sein Vater Conrad Johann Anton Hähnsen (* 26. Januar 1857 in Kappeln; † 9. April 1931) arbeitete als Schlachtermeister in Kiel und war verheiratet mit Johanne Adolphine Leonore Schacht (* 25. April 1862 in Kiel; † 17. Juni 1937 ebenda). Er selbst heiratete am 8. August 1922 in Flensburg Käthe Louise Jacobsen (4. Juni 1893 in Norburg; † 15. April 1962 in Flensburg), mit der er zwei Töchter hatte.
Hähnsen lernte ab Ostern 1898 am Kieler Reform-Realgymnasium und bestand hier im Februar 1910 die Reifeprüfung. Danach studierte er Geschichte, Staatswissenschaften und Philosophie an der Universität Freiburg. Das Sommersemester 1911 verbrachte er in Kiel, das folgende Semester in München. Nach einer dreimonatigen Studienreise nach London absolvierte er das Sommersemester 1912 wieder in Kiel. Die für ihn wichtigsten Lehrer waren Friedrich Meinecke und Georg von Below in Freiburg sowie Felix Rachfahl und Richard Passow in Kiel. Im November 1914 promovierte er bei Rachfahl mit einer umfangreichen Schrift über die Geschichte der Handwerksämter zum Dr. phil. Obwohl noch unvollendet, nahm die Fakultät den ersten Teil seiner Arbeit als Dissertation an und erlaubte 1916 den Abdruck des zweiten Teils.
Danach ging Hähnsen als Freiwilliger zum Kriegsdienst bei der Marine und kämpfte während des Ersten Weltkriegs von April 1915 bis Kriegsende in Flandern. Anschließend vollendete er in Kiel seine Arbeit über die Handwerksämter und studierte dort mit dem Schwerpunkt Staatswissenschaften im Hauptfach. Im Mai 1921 erfolgte seine Promotion zum Dr. rer. pol. Dabei beschäftigte er sich mit der Entwicklung des ländlichen Handwerks in Schleswig-Holstein.
Hähnsen engagierte sich seit dem Herbst 1919 gemeinsam mit dem Journalisten Ernst Schröder und dem Pastor Karl Nissen im Schleswig-Holsteiner-Bund. Dabei sollten sie von deutscher Seite die Volksabstimmung in Schleswig vorbereiten. Im April 1921 übernahm Hähnsen das Amt des „Politischen Geschäftsführers“ dieses Bundes. Neben Christian Tränckner hatte er damit eine zentrale Position inne, die nach außen nicht sichtbar wurde.
Im Juni 1924 wählte eine Vollversammlung der Handwerkskammer Flensburg Hähnsen zu ihrem Syndikus. Dies war der Ausgangspunkt seiner eigentlichen beruflichen Tätigkeit. Die Wahl erfolgte, da er aus einer schleswig-holsteinischen Familie von Handwerkern stammte, sich in der Wirtschaftspolitik auskannte und ihm die Probleme zwischen Deutschen und Dänen hinsichtlich der Grenzfrage bekannt waren. Seine Amtszeit wurde mehrfach verlängert. Er beschäftigte sich bis 1933 und 1948 weiter mit dem Schleswig-Holsteiner-Bund und ging 1959 in den Ruhestand.

## Wirken
In der Kommunalpolitik engagierte sich Hähnsen von 1924 bis 1933 als Stadtverordneter. Er schloss sich der bürgerlichen Blockgruppe an, die von 1924 bis 1929 „Bürgerbund“ und danach „Bürgerliche Einheitsfront“ hieß. Nach 1933 trat er in die NSDAP ein und verließ diese später wieder. Als ehemaliger Leutnant der Marine wurde er nach einem Antrag im Mai 1936 dem „Offizierskorps des Beurlaubtenstandes“ zugeordnet, was ihm wohl beim Parteiaustritt half. Während des Zweiten Weltkriegs leistete er Wehrdienst bei der Marine und verließ diese als Korvettenkapitän.
Hähnsen beschäftigte sich über den Beruf hinaus ständig mit geschichtlichen und kulturellen Fragen und wurde auch wissenschaftlich tätig. Neben seinen beiden erweiterten Dissertationen veröffentlichte er 1929 die nennenswerte, zwei Bände umfassende Publikation über „Ursprung und Geschichte des Artikels V des Prager Friedens“. Diese war Teil der amtlichen Reihe „Diplomatische Akten des Auswärtigen Amtes“, in der die Autoren Walter Platzhoff, Kurt Rheindorf und Johannes Tiedje die Aktenpublikation „Bismarck und die Nordschleswigsche Frage 1864–1879“ herausgaben. Der Historiker Aage Friis beschäftigte sich von dänischer Seite ebenfalls mit diesem Thema, tauschte sich mit Hähnsen aus und setzte sich dafür ein, dass dieser Dokumente des Auswärtigen Amtes einsehen konnte. Hähnsens Publikationen entstanden im Rahmen der „Baltischen Kommission“, die, geführt von Otto Scheel und dessen Stellvertreter Fritz Rörig, seit 1925 existierte und in der auch Hähnsen Mitglied war.
In der Gesellschaft für Schleswig-Holsteinische Geschichte verhinderten vermutlich Konflikte zwischen Volquart Pauls, Paul von Hedemann-Heespen und Otto Brandt, dass Hähnsen deren Vorsitz übernahm. Hähnsen tendierte eher zur kulturhistorischen Zeitschrift „Nordelbingen“, die in Rivalität zur von Hedemann-Heespen geschaffenen „Zeitschrift für Schleswig-Holsteinische Geschichte“ stand. Nach Kriegsende existierte dieser Wettbewerb nicht mehr. Hähnsen gründete 1948 gemeinsam mit weiteren Person die Gesellschaft für Schleswig-Holsteinische Geschichte neu. Bis 1965 gehörte er dem Vorstand und Beirat an und war Zweiter Vorstand. Außerdem engagierte er sich im Redaktionsausschuss der Zeitschrift und der Reihe „Quellen und Forschungen“. Die Gesellschaft für Flensburger Stadtgeschichte wählte ihn 1937 in den Vorstand, in dem er von 1946 bis 1962 den Vorsitz übernahm.
Hähnsen hatte gute persönliche Beziehungen zu Peter Christian Hansen und sah sich diesem besonders verpflichtet. Von 1938 bis Lebensende übernahm er den Vorsitz des von Hansen gegründeten Arbeiterbauvereins Flensburg e. G. m. b. H. Er leitete auch die „Bezirksarbeitsgemeinschaft Norden“ der „Arbeitsgemeinschaft der schleswig-holsteinischen Wohnungsunternehmen“ und gehörte viele Jahre dem Aufsichtsrat der Versicherungsgesellschaft „Nova“ an.
Hähnsen beschäftigte sich beruflich insbesondere mit der Öffentlichkeitsarbeit, dem Ausbildungswesen und der technischen und betriebswirtschaftlichen Unterstützung des Handwerks. 1925 und 1950 leitete er große Handwerksausstellungen, die zu den Höhepunkten seines Schaffens zählten. 1925 kaufte die Handwerkskammer ein Verwaltungsgebäude und gründete eine „Betriebswirtschaftsstelle“. Diese war formal eine Nebenstelle des Forschungsinstituts für rationelle Betriebsführung im Handwerk, an dem sich auch der Deutsche Handwerks- und Gewerbekammertag beteiligte. Die später umbenannte Betriebswirtschaftsstelle stellte die erste derartige Einrichtung von deutschen Handwerkskammern dar und erwies sich dauerhaft als sehr erfolgreich.
Hähnsen war es wichtig, dass angehende Handwerker allgemeine und fachliche Kurse der schleswig-holsteinischen Volkshochschulen besuchten. Die Anregungen hierfür hatte er in Dänemark erhalten. Er selbst gehörte dem Kuratorium der Heimvolkshochschule Rendsburg an und beteiligte sich überregional in den Ausschüssen für Berufsausbildung- und erziehung im Niedersächsischen Handwerkskammertag Hannover und danach bei Deutschen Handwerkskammertag in Bonn.

## Publikationen
- Geschichte der Kieler Handwerksämter (= Mitteilungen der Gesellschaft für Kieler Stadtgeschichte, Bd. 30). Lipsius & Tischer, Kiel 1920 (= Dissertation Universität Kiel).
- Die Entwicklung des ländlichen Handwerks in Schleswig-Holstein (= Quellen und Forschungen zur Geschichte Schleswig-Holsteins, Bd. 9). Haessel, Leipzig 1923.
- Georg Hanssen und Franz Geerz als grenzpolitische Sachverständige im Jahre 1864. In: Zeitschrift der Gesellschaft für Schleswig-Holsteinische Geschichte, Bd. 57 (1928), S. 365–416.
- (Hrsg.): Ursprung und Geschichte des Artikels V. des Prager Friedens. Die deutschen Akten zur Frage der Teilung Schleswigs (1863-1879). Zwei Teile. Hirt, Breslau 1929.
- Das deutsche Schleswig im Frühjahr 1864. In: Fritz Hähnsen (Hrsg.): Aus Schleswig-Holsteins Geschichte und Gegenwart. Eine Aufsatzsammlung als Festschrift für Volquart Pauls. Wachholtz, Neumünster 1950, S. 221–242.